# Podosphaera leucotricha
L'ascomicete Podosphaera leucotricha è un agente eziologico del Mal bianco del melo, che può interessare raramente anche il pero ed il cotogno; l'ascomicete completa il suo ciclo biologico nella forma conidica di Oidium farinosum. A differenza di E.necator, l'agente causale dell'Oidio della vite, il patogeno sverna prevalentemente come micelio ibernante nelle gemme e la formazione di cleistoteci è da considerarsi eccezionale e più frequente in regioni caratterizzate da inverni molto rigidi. I cleistoteci, riconoscibili dai fulcri ramificati, contengono un solo asco fornito di un numero variabile di ascospore, generalmente da 6 a 8.
L'infezione primaria è solitamente dovuta al micelio svernante e si manifesta sui nuovi germogli attraverso la tipica sporulazione biancastra e polverulenta costituita dalle fruttificazioni agamiche della forma anamorfa, i conidi, i quali sono in grado di originare più infezioni secondarie sino alla loro devitalizzazione, che avviene a 33 °C.
I sintomi sono generalmente più vistosi sulle foglie e sui giovani germogli erbacei, pur non risparmiando frutti e i fiori. Le foglie colpite si riconoscono molto facilmente per l'abbondante sporulazione agamica ma tuttavia, nelle fasi iniziali, la malattia è tutt'altro che facilmente rilevabile senza idonee analisi di laboratorio. Nelle infezioni prodotte dal micelio svernante le foglie appaiono sottosviluppate, contorte e con i margini frastagliati. Nel periodo autunnale, sul micelio aderente alle foglie, è possibile osservare la formazione dei cleistoteci, pustole nerastre visibili anche ad occhio nudo. L'infezione sui fiori è spesso causa di antoptosi. I sintomi sui frutti colpiti tardivamente sono limitati alla presenza di rugginosità molto estese a carico dell'epidermide, mentre nelle infezioni più precoci i frutti possono presentare deformazioni e dimensioni minori a quelle usuali.